# Dresler
Dresler ist ein deutscher Familienname.

## Herkunft und Bedeutung
Dresler ist ein Berufsname und bezieht sich auf den Drechsler.

## Varianten
- Drechsler, Dressler (Dreßler)

## Namensträger
- Adolf Dresler (1898–1971), deutscher Medienwissenschaftler, Schriftsteller
- Adolph Albert Dresler (1781–1846), Fabrikant und Politiker
- Albert Dresler (1904–1963), deutsch-australischer Lichttechniker und Mitbegründer der Deutschen Lichttechnischen Gesellschaft
- Carl-Wilhelm Dresler (1877–1971), deutscher Bergwerksdirektor und Industrieller
- Eduard von Dresler und Scharfenstein (1801–1871), deutscher Generalleutnant
- Gallus Dresler (1533–um 1585), deutscher Kantor und Komponist, siehe Gallus Dreßler
- Heinrich Dresler (1849–1929), deutscher Industrieller
- Heinrich Adolf Dresler (1835–1929), deutscher Industrieller und Politiker, MdR
- Hermann von Dresler und Scharfenstein (1857–1942), deutscher General der Infanterie
- Justus Heinrich Dresler (1775–1839), deutscher Mathematiker
- Pavel Dresler (* 1986), tschechischer Rennfahrer
- Thor Dresler (* 1979), dänischer Eishockeyspieler